# Rodamina 123
Rodamina 123 é um composto químico e um corante. É frequentemente usada como um corante traçante em água para determinar a velocidade e direção do fluxo e transporte. Corantes rodamina apresentam fluorescência e podem, portanto, ser detectados e maneira fácil e barata com instrumentos chamados fluorômetros.

## Propriedades
O pico de absorção de rodamina 123 situa-se em torno de 505 nm e a luminescência é ajustável em torno de 560 nm quando usada como um corante laser. Seu rendimento quântico de luminescência é 0.90.
Comporta-se como um corante catiônico.

## Usos
Corantes rodamina são usados extensivamente em aplicações de biotecnologia, tais como microscopia de fluorescência, citometria de fluxo, espectroscopia de correlação de fluorescência e em ensaios ELISA. Apresenta afinidade pelas mitocôndrias de onde sua aplicação em microscopia destas organelas, mesmo em células vivas. A fluorescência das rodaminas pode também ser usadas como uma medida de polarização de membrana em ensaios tanto com células vivas como mitocôndrias e com bactérias. Esta utilização baseia-se no fato de que a rodamina 123 acumula-se em membranas de uma forma que é dependente da polarização da membrana.
Nos estudos com mitocôndrias, permite a pesquisa da biossíntese de ATP.